# Agios Georgios (Schiff)
Die Agios Georgios ist ein 1976 als Okudogo 3 in Dienst gestelltes Fährschiff der griechischen Reederei Creta Cargo Lines, das seit 2023 auf der Strecke von Santorin nach Iraklio eingesetzt wird.

## Geschichte
Die Okudogo 3 wurde am 10. März 1975 unter der Baunummer 873 in der Werft von Kochi Jukogyo in Kōchi auf Kiel gelegt und lief am 12. August desselben Jahres vom Stapel. Nach der Ablieferung an die in Matsuyama ansässige Reederei Ehime-Hanshin Ferry nahm sie am 29. Februar 1976 den Fährdienst von Kōbe nach Imabari auf.
Von 1990 bis 1995 fuhr die Okudogo 3 für die ebenfalls in Matsuyama ansässige Mitsui O.S.K. Lines, ehe sie wieder in den Besitz von Ehime-Hanshin Ferry überging. Nach 22 Dienstjahren in Japan wurde sie 1998 ausgemustert und als Maria G nach Malta verkauft. Nach einem Umbau nahm das Schiff im selben Jahr für die Med Link Lines den Fährdienst von Brindisi nach Igoumenitsa, Patras und Çeşme auf.
Im März 2004 wurde die Maria G außer Dienst gestellt und im selben Monat als Elli T an das ebenfalls in Malta ansässige Unternehmen Endeavour Shipping verkauft, um an die Reederei Maritime Way verchartert zu werden. Von Juni 2004 bis Mai 2006 war das Schiff zwischen Patras, Igoumenitsa und Brindisi im Einsatz. Nach der Insolvenz von Maritime Way und einem Werftaufenthalt in der Türkei fuhr es für die Endeavour Lines auf derselben Strecke mit Kefalonia als zusätzliches Zwischenziel.
Ab Juli 2012 verkehrte die Elli T in Charter der Reederei Cretan Ferries zwischen Rethymno und Piräus, ehe sie aufgrund eines Maschinenschadens im September 2014 aufgelegt wurde. Nach mehr als vier Jahren Liegezeit ging das Schiff in den Besitz der Sea Speed Lines in Piräus über und erhielt den Namen Olympus. Trotz seines Alters von 42 Jahren und des technischen Zustands wurde die Fähre nach Umbauarbeiten im August 2019 wieder in Dienst gestellt und bediente die Strecke von Piräus nach Milos, Santorin und Rethymno.
Am 1. August 2019 kollidierte die Olympus vor Santorin mit einem Felsen, riss sich den Rumpf auf einer Länge von etwa 20 Metern auf und drohte zu sinken. Sie konnte jedoch noch den Hafen erreichen, wo alle Passagiere von Bord gehen und die Fahrzeuge entladen wurden. Am 12. Dezember 2019 kehrte die Fähre wieder in den Dienst zurück. Ein weiterer Vorfall ereignete sich im Mai 2020, als die Olympus in Santorin mit dem Anleger kollidierte. Es gab keine Verletzten und nur leichte Schäden, das Schiff konnte seine Fahrt nach einer Inspektion fortsetzen.
Am 30. August 2021 wurde die Olympus aufgrund von nicht bezahlten Rechnungen der Reederei im Hafen von Piräus aufgelegt. Nach mehreren gescheiterten Auktionsversuchen ging das Schiff im Februar 2023 an Naira Maritime in Piräus, wurde im März 2023 in Agios Georgios umbenannt und steht seit August desselben Jahres für die Creta Cargo Lines zwischen Santorin und Iraklio im Einsatz.